# Bălan
Bălan (tysk: Kupferbergwerk; ungarsk: Balánbánya}, ungarsk udtale: [ˈbɒlaːmbaːɲɒ]  ( hør) er en by idistriktet Harghita i Transsylvanien, Rumænien. Den har historisk set været et af Transsylvanien og Rumæniens vigtigste centre for kobberudvinding, men dens miner er ikke længere i drift. Dens rumænsksprogede navn betyder "blond", det tyske navn betyder "kobbermine", mens det ungarske navn betyder "Balán-minen".
Byen har 5.414 (2021) indbyggere.

## Geografi
Byen ligger i Ciuc-sænkningen (rumænsk: Depresiunea Ciucului, ungarsk: Csíki-medence). Den er omgivet af Hășmaș-bjergene (Hășmașul Mare og Hășmașul Mic). Byen ligger 850 moh. men de omliggende bjerge når op i 1.792 moh. på den højeste top af Hășmaș-bjergene. Bălan gennemskæres af floden Olt.